# Chikage Ōgi
Pour les articles homonymes, voir Ogi.
Chikage Ōgi (扇 千景, Ōgi Chikage), de son vrai nom Hiroko Hayashi (林 寛子, Hayashi Hiroko), née le 10 mai 1933 à Kobe et morte le 9 mars 2023 à Tokyo, est une actrice et femme politique japonaise, représentant le Parti libéral-démocrate à la Chambre des conseillers du Japon. 
Elle commence sa carrière d'actrice en 1953, d'abord au théâtre, puis dans différents films et séries. Approchée par le Premier ministre Kakuei Tanaka, elle rejoint le monde politique en 1977, année où elle fait son entrée à la Diète du Japon.
Pionnière de la politique japonaise, elle est notamment la première femme présidente de la Chambre des conseillers, la chambre haute du parlement japonais, la première actrice à rejoindre la Diète du Japon, ainsi que la première femme ministre du Territoire, des Infrastructures, des Transports et du Tourisme, poste qu'elle inaugure en 2001 dans le gouvernement Mori II. Elle est également la première femme à être décorée de l'ordre des fleurs de Paulownia, plus haute distinction honorifique japonaise.

## Jeunesse, études et carrière pré-électorale

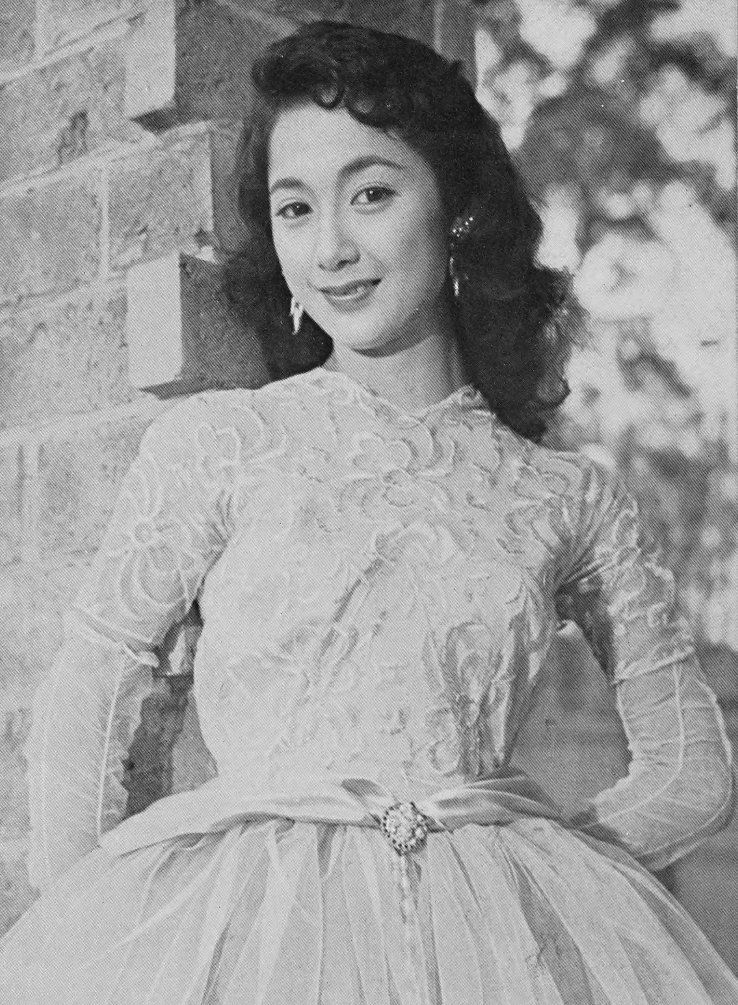
Ōgi en avril 1957, posant pour un magazine de cinéma japonais.

Ōgi naît le 10 mai 1933 à Kobe, dans la préfecture de Hyōgo, sous le nom de Hiroko Hayashi. Fille d'employé de banque, elle effectue ses études secondaires au lycée de Kobe, dont elle ressort diplômée en 1952,. Diplômée de l'école de musique Takarazuka (en), elle intègre la revue Takarazuka en avril 1954. Elle interprète plusieurs rôles durant cette période, dans des spectacles de danse ou dans des films,, et elle remporte en 1956 le prix de la révélation féminine de la revue.
Elle prend sa retraite de la revue en 1957, et se marie à Kōtarō Hayashi, un acteur de kabuki connu plus tard sous le nom de Sakata Tōjūrō IV.
Ōgi reste au foyer pendant un an avant de retourner travailler comme actrice. Elle apparaît dans de nombreux films et séries dramatiques en tant qu'actrice, ainsi que dans des émissions de variétés en tant que présentatrice, comme Koi sugata kitsune goten en 1956 ou Profonds désirs des dieux en 1968. Elle anime également un show populaire, Sanji no anata, de 1971 à 1977,. 

## Carrière électorale

### Entrée en politique et débuts au PLD
À la demande du Premier Ministre Takeo Fukuda, qui désire voir plus de femmes en politique, Ōgi se présente aux élections à la Chambre des conseillers du Japon de 1977 (en), et est élue pour la première fois à la Chambre des conseillers en tant que membre du Parti libéral-démocrate. Elle devient ainsi la première actrice issue du théâtre à accéder à la Chambre des conseillers,.
Ōgi est réélue lors des élections à la chambre des Conseillers du Japon de 1983 (en). Elle perd son poste en 1989, puis est de nouveau élue en 1993, à la suite de la démission d'un des membres de la liste proportionnelle.

### Pionnière politique et présidente du nouveau Parti conservateur

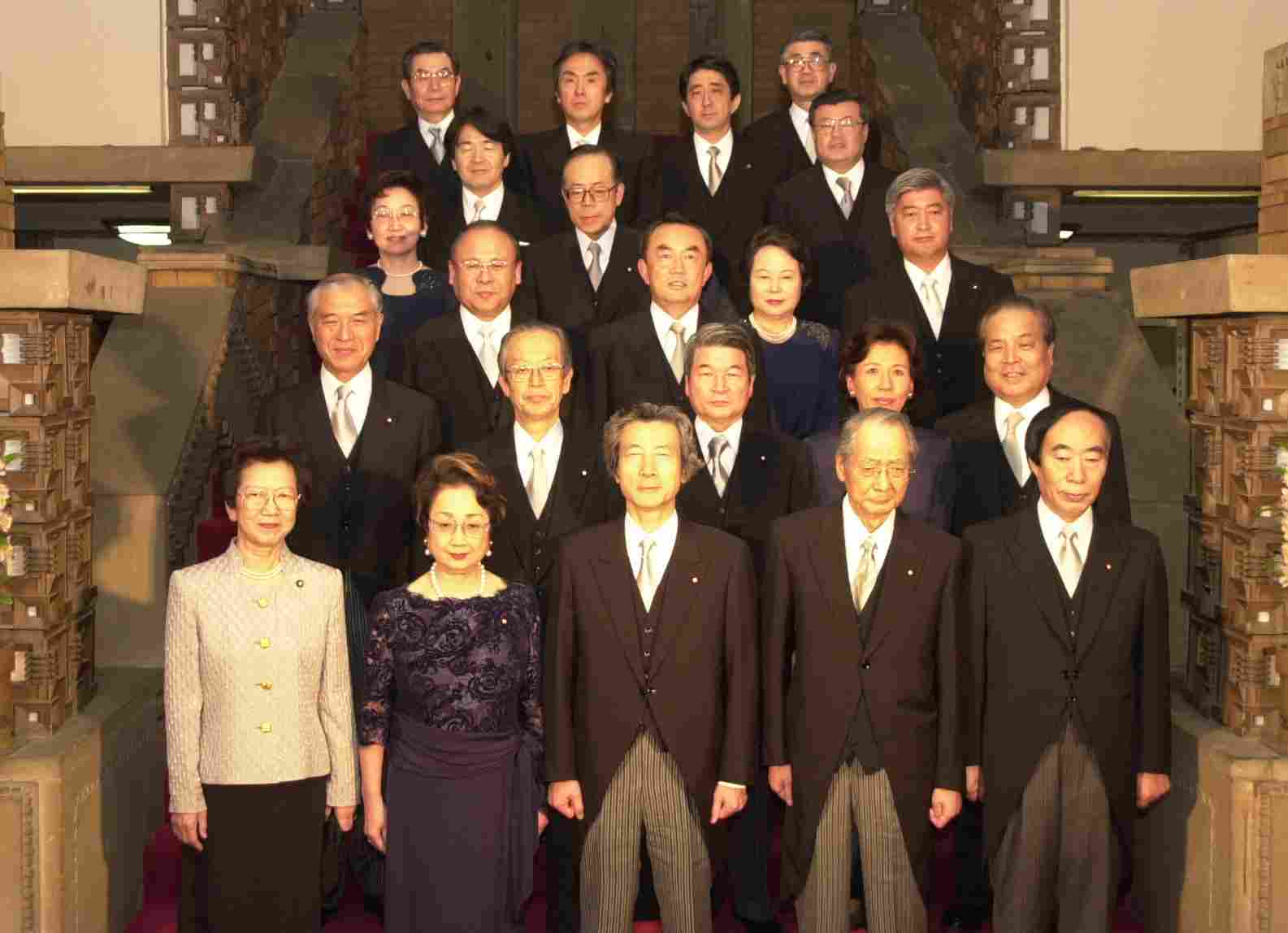
Le gouvernement Koizumi I, où Ōgi (au premier plan) est nommée ministre du Territoire, des Infrastructures, des Transports et du Tourisme.

L'année suivante, elle quitté le PLD et rejoint le Shinseitō (« Parti du renouveau »), qui fusionne au sein du Shinshintō (« Nouvelle frontière ») en décembre 1994. Après l'éclatement de ce parti en décembre 1997, Ōgi rejoint le Parti libéral, créé par Ichirō Ozawa. Elle se fait réélire le 23 juillet 1995 (en), lors des élections à la Chambre des conseillers de la même année, ainsi que le 29 juillet 2001 (en).
En 2000, à la suite du départ d'Ozawa de la coalition gouvernementale, Ōgi prend son indépendance et fonde le Parti conservateur, dont elle devient la première présidente,. Ce parti signe un accord gouvernemental avec le PLD, parti au pouvoir, et le Premier ministre Yoshirō Mori la nomme ministre de la Construction en juillet, puis ministère des Transports en décembre, avant que tous ces ministères fusionnent au sein du ministère du Territoire, des Infrastructures, des Transports et du Tourisme, à la suite de la réorganisation des ministères du gouvernement central. Elle devient la première femme à occuper ce poste, que ce soit avant ou après la réorganisation.
L'échec du Parti conservateur aux élections de 2001 provoque un changement de direction. Ōgi est remplacée par Takeshi Noda (en) comme cheffe du parti, qui devient le nouveau Parti conservateur en décembre 2002.

### Retour au PLD et présidence de la Chambre des conseillers
Ōgi fait son retour au Parti libéral-démocrate en 2003. Le 30 juillet 2004, elle est nommée présidente de la Chambre des conseillers, une première pour une femme, notamment avec le soutien de Mikio Aoki, membre influent et président du groupe PLD de la Chambre des conseillers, surnommé à l'époque « parrain de la Chambre des conseillers »,. À ce titre, elle représente le Japon lors de plusieurs visites officielles, notamment en octobre 2006, où elle effectue une visite officielle en Chine.
En mai 2007, Ōgi annonce sa retraite de la vie politique, après trente ans de politique nationale et cinq mandats à la Chambre des conseillers. Son mandat expire le 28 juillet 2007. Elle indique vouloir profiter de la fin de sa vie aux côtés de son mari et de ses enfants,.

## Retraite et mort
Après sa retraite politique, Ōgi reçoit en 2010 la distinction de l'ordre des fleurs de Paulownia, plus haute distinction honorifique japonaise, et devient la première femme de l'histoire du Japon à recevoir cette décoration. Elle publie également ses mémoires en 2007,.
Ōgi effectue plusieurs apparitions publiques, notamment pour les cent ans de la revue Takarazuka en 2014. La même année, elle est intronisée dans le « Temple de la Renommée » de la revue, constitué de 100 actrices ayant marqué l'histoire du théâtre.
Elle meurt dans un hôpital de Tokyo le 9 mars 2023, de complications d'un cancer de l'œsophage. L'ancien Premier Ministre Jun'ichirō Koizumi prononce son éloge funèbre. Plusieurs membres de la classe politique, comme Toshihiro Nikai et personnalités liées au monde du théâtre lui rendent hommage,.

## Prises de position
Comme la majorité des représentants de son parti, elle souhaite une révision de la Constitution antimilitariste du Japon.
Ōgi défend également les droits des femmes, et, selon ses dires, a redoublé d'efforts durant ses différentes mandants pour paver le chemin à de futures femmes à des postes haut placés, mais également pour ne pas décourager la nomination de femmes à des postes importants en cas d'échec de ses politiques.

## Vie privée

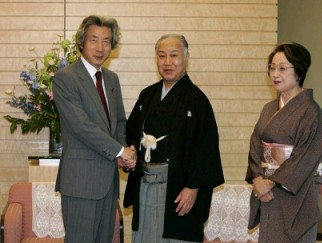
Ōgi, son mari Sakata Tōjūrō IV et le Premier Ministre Jun'ichirō Koizumi en 2005.

Ōgi épouse en 1958 l'acteur de kabuki Sakata Tōjūrō IV, rencontré sur un tournage, avec qui elle a deux fils, Tomotaro et Hirotaro, devenus des acteurs de kabuki comme leur père,.

## Décorations
- Grand cordon de l'ordre du Soleil levant (2003).  Japon
- Grand cordon spécial de l'ordre de l'Étoile brillante (2008).  Taïwan
- Grand cordon de l'ordre des fleurs de Paulownia (2010).  Japon

## Filmographie sélective
- 1956 : Koi sugata kitsune goten (恋すがた狐御殿?) de Nobuo Nakagawa : Akemi

### Biographie
- (ja) Koichi Kobayashi (ja), 宝塚歌劇100年史「虹の橋 渡りつづけて」舞台編, Hankyu Communications (ja),‎ 4 avril 2014, 383 pages (ISBN 9784484146010)